# Années de Pèlerinage
"Années de Pèlerinage" (uit het Frans: 'Pelgrimsjaren') omvat drie delen met composities van Franz Liszt die geschreven zijn voor solo-piano. In deze werken worden vele aspecten van Liszts muzikale stijl belicht, van virtuoos vuurwerk tot intieme, emotionele en sfeervolle schetsen. De "Années de Pèlerinage" worden tot de meesterwerken uit het pianistisch oeuvre gerekend. De muzikale rijkdom en rijpheid van de werken is te volgen vanuit de ervaring en reizen van Liszt. Vooral in het derde deel wordt de late stijl van Liszt duidelijk: hierin minder virtuositeit en meer harmonieuze expressie. De stukken zijn gebaseerd op indrukken die Liszt opdeed tijdens de reizen die hij maakte gedurende zijn leven.

## De delen

### Première Année: Suisse
De titel kan worden vertaald als "eerste jaar: Zwitserland". Deze band werd gepubliceerd in 1855 door Schott in Mainz. Nummers 1-4, 6, 8 en 9 zijn revisies uit de periode van 1848 tot 1854 van werken uit de cyclus Album d'un voyageur (Album van een reiziger) die Liszt schreef tussen 1835 en 1836 en die in 1842 werden gepubliceerd.
1. Chapelle de Guillaume Tell (Willem Tells kapel)
2. Au Lac de Wallenstadt (Aan het meer van Wallenstadt)
3. Pastorale ("Pastorale", herderslied)
4. Au Bord d'une Source (Aan de oever van een bron)
5. Orage (Storm)
6. Vallée d'Obermann (Obermanns Vallei)
7. Eglogue (Herdersdicht)
8. Le Mal du Pays (De heimwee naar het moederland)
9. Les cloches de Genève: Nocturne (De klokken van Genève: Nocturne)

### Deuxième Année: Italie

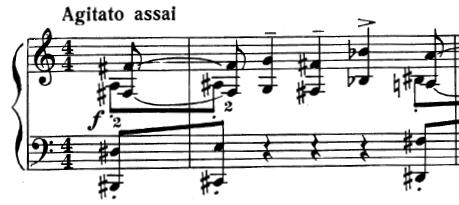
Openingsmaat van Sonetto 104 del Petrarca

Dit deel kan worden vertaald als "tweede jaar: Italië" en werd door Schott gepubliceerd in 1856. Het werd gecomponeerd tussen 1837 en 1849. De nummers 4 tot en met 6 zijn revisies van Tre sonetti del Petrarca (Drie sonnetten van Petrarca), geschreven tussen 1839 en 1846 en in 1846 gepubliceerd.
1. Sposalizio ("Bruiloft". Naar 'Het huwelijk van de Maagd', een schilderij van Rafaël Santi))
2. Il Pensieroso ("De peinzer". Naar een beeld van Michelangelo)
3. Canzonetta del Salvator Rosa (Canzonetta van Salvator Rosa)
4. Sonetto 47 del Petrarca (Petrarca sonnet 47)
5. Sonetto 104 del Petrarca (Petrarca sonnet 104)
6. Sonetto 123 del Petrarca (Petrarca sonnet 123)
7. Après une Lecture du Dante: Fantasia Quasi Sonata (Ook wel "Dante Sonate" genoemd; naar een lezing van Dante).[2][3]

- Venezia e Napoli (Venetië en Napels). Supplement bij het tweede jaar, gepubliceerd in 1861 en geschreven in 1859. Dit is deels een revisie van een vroegere set met dezelfde naam uit circa 1840.

1. Gondoliera (Gondelvaarders-lied), gebaseerd op het lied "La Biondina in Gondoletta" van Giovanni Battista Peruchini.
2. Canzone (gebaseerd op het gondellied "Nessun Maggior Dolore" uit Rossini's Otello)
3. Tarantella ("Tarantella"; op thema's van Guillaume-Louis Cottrau, 1797-1847)

### Troisième Année
Het "derde jaar" werd gepubliceerd in 1883 door eveneens Schott. De nummers 1-4 en 7 zijn geschreven in 1877, nummer 5 in 1872 en nummer 6 in 1867.
1. Angélus! Prière aux Anges Gardiens (vertaald: "Engel des Heren! Gebed aan de beschermengelen", opgedragen aan Hans von Bülow)[4][5]
2. Aux Cypres de la Villa d'Este I: Thrénodie (bij de cipressen van de Villa d'Este I: klaaglied)
3. Aux Cypres De La Villa d'Este II: Thrénodie (bij de cipressen van de Villa d'Este II: klaaglied)
4. Les Jeux d'Eaux à la Villa d'Este (De waterspelen bij de Villa d'Este[6])
5. Sunt Lacrymae Rerum/En Mode Hongrois (verw. Virgilius: "Er zijn tranen om tegenslagen". "In Hongaarse stijl"; opgedragen aan Hans von Bülow.
6. Marche Funèbre ("Treurmars" ter nagedachtenis van Maximiliaan van Mexico[7])
7. Sursum Corda ("Verheft uw hart")

## Media

### Opnamen
Er zijn diverse opnamen van zowel losse delen als van de gehele serie.
Claudio Arrau (1ere Année: Suisse) 1928, 1969, 1989
Claudio Arrau (2e Année: Italie) 1937, 1969, 1982, 1984
Claudio Arrau (3e Année: Italie') 1928, 1969, 1983
Jerome Rose (Complete uitvoering, 1973)
Lazar Berman (Liszt: Années De Pèlerinage) (Deutsche Grammophon) 1977
Aldo Ciccolini (Liszt: Les Années de pèlerinage) (EMI Classics) 2003
Stephen Hough (Liszt: Années de pèlerinage - Suisse) (Hyperion Records) 2005
Yoram Ish-Hurwitz (Liszt: Années de Pèlerinage, Première Année (Suisse)) (Turtle Records) 2004
Yoram Ish-Hurwitz (Liszt: Années de Pèlerinage, Deuxième Année (Italie)) (Turtle Records) 2003
Yoram Ish-Hurwitz (Liszt: Années de Pèlerinage, Troisième Année) (Turtle Records) 2004
Leslie Howard (Complete serie) 1995, 1996 and 1990 (Hyperion Records)
Tamas Vasary (2e Année: Italie) (BBC Music Magazine) opname uit 1986, gepubliceerd in mei 1997
Jeffrey Swann (Complete serie, 1989) (Akademia)
Steffen Fahl (Complete serie, 2011) (klassik-resampled)

### Video
Alfred Brendel (Deutsche Grammophon) dvd

### Uitgaven
Dover Publications heeft een complete transcriptie van de drie delen in een band. Deze uitgave bevat ook een appendix met gerelateerde werken, waaronder de vroege versies van diverse stukken. De Amerikaanse uitgever Schirmer had separate uitgaven van de drie delen, deze worden echter niet meer uitgegeven of herdrukt.